# 夏木陽介
夏木陽介（日语：／ Natsuki Yōsuke，1936年2月27日—2018年1月14日），出生於東京府八王子市（今 東京都八王子市）的日本電影演員，本名為阿久澤有（阿久沢 有）。

## 學歷
- 櫻美林高等學校
- 明治大學政治經濟學

## 演出作品

### 電影作品
- 美女和液體人（1958年）-那時的臨時演員一角
- 暗黑街的顏役（1959年）
- 獨立愚連隊（1960年）-丹羽少尉
- 暗黑街的對決（1960年）
- 太平洋之嵐（1960年）-北見中尉
- 大阪城物語（1961年）
- 大鏢客（1961年）
- 太平洋之翼（1963年）-安宅大尉
- 青島要塞爆擊命令（1963年）-真木中尉
- 宇宙大怪獸德古拉（1964年）
- 三大怪獸 地球最大決戰（1964年）-進騰刑警
- 哥吉拉 (1984年)（1984年）-林田信
- 基拉拉的逆襲 洞爺湖最高級會議危機一髮（2008年）-鳴海地球防衛軍日本支部長

### 電視劇作品
- 猛龍特警隊（1975年）-小田切憲警視
- 幕府將軍（英语：Shogun (1980 miniseries)）（1980年）-
- 德川家康（1983年）-柳生宗矩

## 外部連結
- 夏木陽介個人網誌 （页面存档备份，存于）